# Marina Bassols Ribera
Marina Bassols Ribera (nascida em 13 de dezembro de 1999) é uma tenista profissional espanhola.
Bassols Ribera tem uma classificação no ranking da WTA, mais alta de sua carreira, de 110 em simples, alcançada em 26 de setembro de 2023. Ela também tem uma classificação WTA, a mais alta de sua carreira, de 194 em duplas, alcançada em 15 de agosto de 2022.
Bassols Ribera venceu nove torneios de simples e sete de duplas no Circuito Feminino da ITF.

## Destaques da carreira
Bassols Ribera fez sua estreia na chave principal de um torneio do WTA Tour no Palermo Ladies Open de 2021, competindo nas chaves de simples e de duplas. Na chave de simples, depois de passar pelas duas rodadas da qualificatória, perdeu na primeira rodada da chave principal para Jil Teichmann em jogo de três sets. Na chave de duplas, em parceria com Despina Papamichail [en] perderam na primeira rodada para a dupla  Erin Routliffe / Kimberley Zimmermann [en] em sets diretos.
Em 2022, Bassols Ribera foi campeã de um torneio de US$ 60k em Madri, vencendo Alexandra Eala [en] na final em sets diretos. Foi também campeã de um torneio de US$ 25k em Palma del Río, vencendo Jessika Ponchet [en] na final em jogo de três sets. Foi vice-campeã de outro torneio de US$ 60k em Caldas da Rainha, perdendo o jogo final contra Lucrezia Stefanini [en] em jogo de três sets. E foi também campeã em seu último torneio da temporada, de US$ 80k em Valência, vencendo Ylena In-Albon [en] na final em sets diretos.
Em junho de 2023, Bassols Ribera chegou à final do Open Internacional de Valencia, a qual perdeu para Mayar Sherif em sets diretos. Em setembro, ela foi campeã do Zavarovalnica Sava Ljubljana, vencendo Zeynep Sönmez [en] em sets diretos. Quanto aos torneios do Grand Slam, ela ficou na segunda rodada da qualificatória do Australian Open, na primeira da qualificatória do Aberto da França, na terceira da qualificatória de Wimbledon e também na terceira da qualificatória do US Open.
No final de novembro / início de dezembro de 2023, Bassols Ribera fez uma excelente campanha no Andorrà Open, sendo campeã na chave de simples, vencendo Erika Andreeva na final em jogo de dois sets bem equilibrados.

## Quadros de linha de tempo
| V | F | SF | QF | #R | RR | Q# | P# | NQ | NP | Z# | PO | O | P | B | NTM | NTI | A | NO |

 •  (V) vencedor; (F) finalista; (SF) semifinalista; (QF) quartas de final; (#R) rodada 4, 3, 2, 1; (RR) round-robin; (Q#) rodada qualificatória; (P#) rodada preliminar; (NQ) não qualificado; (NP) não participou; (Z#) grupo zonal da Davis/Fed Cup (com número indicativo) ou (PO) play-off; (O) ouro, (P) prata ou (B) bronze medalha Olímpica/Paralímpica; (NTM) não é torneio Masters; (NTI) não é torneio nível I; (A) adiado; (NO) não ocorreu; (TS) taxa de sucesso (eventos vencidos / participados); (V–P) jogos vencidos-perdidos.
 •  Para evitar confusões e contagem em duplicidade, esses quadros são atualizados após a conclusão de um torneio ou quando a participação de um jogador termina.

### Simples
Atual após o US Open de 2023.
| Torneio                  | 2021 | 2022 | 2023 | TS                   | V–P                  | %–V                  |
| ------------------------ | ---- | ---- | ---- | -------------------- | -------------------- | -------------------- |
| Torneios de Grand Slam   |      |      |      |                      |                      |                      |
| Australian Open          | NP   | NP   | Q2   | 0 / 0                | 0–0                  | –                    |
| Aberto da França         | NP   | NP   | Q1   | 0 / 0                | 0–0                  | –                    |
| Wimbledon                | NP   | NP   | Q3   | 0 / 0                | 0–0                  | –                    |
| US Open                  | NP   | Q2   | Q3   | 0 / 0                | 0–0                  | –                    |
| Vencidos-Perdidos        | 0–0  | 0–0  | 0–0  | 0 / 0                | 0–0                  | –                    |
| WTA 1000                 |      |      |      |                      |                      |                      |
| Indian Wells Open        | NP   | NP   | Q1   | 0 / 0                | 0–0                  | –                    |
| Miami Open               | NP   | NP   | Q1   | 0 / 0                | 0–0                  | –                    |
| Madrid Open              | NP   | NP   | 1R   | 0 / 1                | 0–1                  | –                    |
| Italian Open             | NP   | NP   | Q2   | 0 / 0                | 0–0                  | –                    |
| Estatísticas da carreira |      |      |      |                      |                      |                      |
| Torneios                 | 1    | 3    | 5    | Total da carreira: 9 | Total da carreira: 9 | Total da carreira: 9 |
| Vencidos-Perdidos geral  | 0–1  | 0–3  | 0–5  | 0 / 9                | 0–9                  | 0%                   |
| Ranking de final de ano  | 292  | 159  |      | US$ 233.952          | US$ 233.952          | US$ 233.952          |

## Finais de WTA Challengers

### Simples: 3 (2 títulos, 1 vice)
| Status | V–D | Data     | Torneio                                 | Piso     | Oponente       | Placar        |
| ------ | --- | -------- | --------------------------------------- | -------- | -------------- | ------------- |
| Perdeu | 0–1 | Jun 2023 | Open Internacional de Valencia, Espanha | Saibro   | Mayar Sherif   | 3–6, 3–6      |
| Venceu | 1–1 | Set 2023 | Ljubljana Open, Eslovênia               | Saibro   | Zeynep Sönmez  | 6–0, 7–6(7–2) |
| Venceu | 2–1 | Dez 2023 | Andorrà Open, Andorra                   | Duro (i) | Erika Andreeva | 7–5, 7–6(7–3) |

### Duplas: 1 (1 vice)
| Status | V–D | Data     | Torneio                  | Piso   | Parceira                | Oponentes                     | Placar   |
| ------ | --- | -------- | ------------------------ | ------ | ----------------------- | ----------------------------- | -------- |
| Perdeu | 0–1 | Nov 2021 | Montevideo Open, Uruguai | Saibro | Carolina Meligeni Alves | Irina Bara Ekaterine Gorgodze | 4–6, 3–6 |

## Finais do Circuito ITF

### Simples: 13 (8 títulos, 5 vices)
| Legenda                      |
| ---------------------------- |
| Torneios de US$ 100.000      |
| Torneios de US$ 80.000 (1–0) |
| Torneios de US$ 60.000 (1–1) |
| Torneios de US$ 40.000       |
| Torneios de US$ 25.000 (1–2) |
| Torneios de US$ 15.000 (5–2) |

| Finais por piso |
| --------------- |
| Duro (2–2)      |
| Saibro (6–3)    |
| Grama (0–0)     |
| Carpete (0–0)   |

| Status | V–D | Data     | Torneio                        | Nível    | Piso   | Oponente             | Placar           |
| ------ | --- | -------- | ------------------------------ | -------- | ------ | -------------------- | ---------------- |
| Perdeu | 0–1 | Set 2017 | ITF Melilla, Espanha           | 15.000   | Saibro | Eva Guerrero Álvarez | 4–6, 0–6         |
| Venceu | 1–1 | Fev 2018 | ITF Manacor, Espanha           | 15.000   | Saibro | Marta Paigina        | 6–1, 6–4         |
| Perdeu | 1–2 | Fev 2018 | ITF Palmanova, Espanha         | 15.000   | Saibro | Seone Mendez         | 7–6(3), 1–6, 2–6 |
| Venceu | 2–2 | Ago 2018 | ITF Rotterdam, Holanda         | 15.000   | Saibro | Sviatlana Pirazhenka | 7–5, 6–2         |
| Venceu | 3–2 | Ago 2018 | ITF Haren, Holanda             | 15.000   | Saibro | Lara Salden          | 6–2, 7–6(4)      |
| Venceu | 4–2 | Jan 2019 | ITF Manacor, Espanha           | 15.000   | Saibro | Ioana Loredana Roșca | 6–3, 6–4         |
| Perdeu | 4–3 | Set 2019 | ITF Marbella, Espanha          | 25.000   | Saibro | Arantxa Rus          | 2–6, 2–6         |
| Perdeu | 4–4 | Mar 2021 | ITF Manacor, Espanha           | 25.000   | Duro   | Nuria Párrizas Díaz  | 2–6, 1–6         |
| Venceu | 5–4 | Mar 2021 | ITF Manacor, Espanha           | 15.000   | Duro   | Camilla Rosatello    | 7–5, 6–2         |
| Venceu | 6–4 | Jun 2022 | ITF Madrid, Espanha            | 60.000   | Duro   | Alex Eala            | 6–4, 7–5         |
| Venceu | 7–4 | Jul 2022 | ITF Palma del Río, Espanha     | 25.000+H | Duro   | Jessika Ponchet      | 5–7, 6–4, 6–3    |
| Perdeu | 7–5 | Set 2022 | ITF Caldas da Rainha, Portugal | 60.000+H | Duro   | Lucrezia Stefanini   | 6–3, 1–6, 6–7    |
| Venceu | 8–5 | Nov 2022 | ITF Valencia, Espanha          | 80.000+H | Saibro | Ylena In-Albon       | 6–4, 6–0         |

### Duplas: 13 (7 títulos, 6 vices)
| Legenda                      |
| ---------------------------- |
| Torneios de US$ 100.000      |
| Torneios de US$ 80.000       |
| Torneios de US$ 60.000 (0–1) |
| Torneios de US$ 40.000       |
| Torneios de US$ 25.000 (5–3) |
| Torneios de US$ 15.000 (2–1) |

| Finais por piso |
| --------------- |
| Duro (4–1)      |
| Saibro (2–5)    |
| Grama (0–0)     |
| Carpete (1–0)   |

| Status | V–D | Data     | Torneio                         | Nível  | Piso    | Parceira                | Oponentes                                 | Placar              |
| ------ | --- | -------- | ------------------------------- | ------ | ------- | ----------------------- | ----------------------------------------- | ------------------- |
| Perdeu | 0–1 | Set 2017 | ITF Madrid, Espanha             | 15.000 | Duro    | Júlia Payola            | Alicia Barnett Olivia Nicholls            | 1–6, 2–6            |
| Perdeu | 0–2 | Jul 2018 | ITF Getxo, Espanha              | 25.000 | Saibro  | Guiomar Maristany       | Yvonne Cavallé Reimers Ángela Fita Boluda | 3–6, 2–6            |
| Venceu | 1–2 | Jul 2018 | ITF Don Benito, Espanha         | 15.000 | Saibro  | Irina Cantos Siemers    | Noelia Bouzó Zanotti Ángela Fita Boluda   | 6–1, 6–2            |
| Venceu | 2–2 | Jul 2018 | ITF El Espinar, Espanha         | 25.000 | Duro    | Olga Parres Azcoitia    | Tamara Čurović Başak Eraydın              | 7–5, 6–4            |
| Perdeu | 2–3 | Out 2018 | ITF Riba-roja de Túria, Espanha | 25.000 | Saibro  | Ángela Fita Boluda      | Aliona Bolsova Despina Papamichail        | 2–6, 2–6            |
| Perdeu | 2–4 | Nov 2018 | ITF Nules, Espanha              | 15.000 | Saibro  | Júlia Payola            | Cristina Bucșa Claudia Hoste Ferrer       | 6–7(3), 3–6         |
| Perdeu | 2–5 | Jun 2019 | ITF Barcelona]], Espanha        | 60.000 | Saibro  | Yvonne Cavallé Reimers  | Kyōka Okamura Moyuka Uchijima             | 6–7(7), 4–6         |
| Venceu | 3–5 | Jul 2019 | ITF El Espinar, Espanha         | 25.000 | Duro    | Feng Shuo               | Alexandra Bozovic Shalimar Talbi          | 7–5, 7–6(4)         |
| Perdeu | 3–6 | Ago 2019 | ITF Las Palmas, Espanha         | 25.000 | Saibro  | Feng Shuo               | Victoria Rodríguez Ana Sofía Sánchez      | 3–6, 5–7            |
| Venceu | 4–6 | Ago 2019 | ITF Las Palmas, Espanha         | 25.000 | Saibro  | Feng Shuo               | Manon Arcangioli Kimberley Zimmermann     | 6–3, 6–1            |
| Venceu | 5–6 | Set 2020 | ITF Montemor-o-Novo, Portugal   | 25.000 | Duro    | Ioana Loredana Roșca    | Jodie Burrage Olivia Nicholls             | 7–6(5), 4–6, [10–6] |
| Venceu | 6–6 | Set 2020 | ITF Porto, Portugal             | 15.000 | Duro    | Carolina Meligeni Alves | Júlia Payola Himeno Sakatsume             | 6–1, 4–6, [10–7]    |
| Venceu | 7–6 | Mai 2022 | ITF Tossa de Mar, Espanha       | 25.000 | Carpete | Ioana Loredana Roșca    | Yvonne Cavallé Reimers Celia Cerviño Ruiz | 7–5, 6–0            |